# Boechera dentata
Boechera dentata là một loài thực vật có hoa trong họ Cải. Loài này được (Raf.) Al-Shehbaz & Zarucchi mô tả khoa học đầu tiên năm 2008.